# كريس باورز
كريس باورز (بالإنجليزية: Kris Bowers)‏ هو عازف جاز وعازف بيانو أمريكي، ولد في 5 أبريل 1989 في لوس أنجلوس في الولايات المتحدة.

## وصلات خارجية
- الموقع الرسمي
- كريس باورز على موقع IMDb (الإنجليزية)
- كريس باورز على موقع ميوزك برينز (الإنجليزية)
- كريس باورز على موقع أول ميوزيك (الإنجليزية)
- كريس باورز على موقع ديسكوغز (الإنجليزية)
- كريس باورز على موقع قاعدة بيانات الفيلم (الإنجليزية)